# Holotrichia brenskeiana
Holotrichia brenskeiana är en skalbaggsart som beskrevs av Saylor 1937. Holotrichia brenskeiana ingår i släktet Holotrichia och familjen Melolonthidae. Inga underarter finns listade i Catalogue of Life.